# Погребень
Погребень (рум. Pohrebeni) — село в Оргіївському районі Молдови. Адміністративний центр однойменної комуни, до складу якої також входять села Ізвоаре та Шеркань.

## Населення
За даними перепису населення 2004 року у селі проживали 2133 особи.
Національний склад населення села:
| Національність   | Кількість осіб | Відсоток   |
| ---------------- | -------------- | ---------- |
| молдавани румуни | 2106 24        | 98,7% 1,1% |
| росіяни          | 3              | 0,1%       |
| Всього           | 2133           | 100%       |